# Аксеніченко Ганна Антонівна
Ганна Антонівна Аксеніченко (нар. 5 жовтня 1951, село Улянівка Хорольського району, тепер село Княжа Лука Хорольської міської громади Лубенського району Полтавської області) — українська радянська діячка, пресувальниця Харківського приладобудівного заводу. Депутат Верховної Ради УРСР 10—11-го скликань.

## Біографія
Освіта середня спеціальна.
У 1969—1988 роках — пресувальниця, в 1988—1994 роках — змінний майстер, інженер-технолог Харківського приладобудівного заводу імені Тараса Шевченка.
Член КПРС з 1977 року.
З 1994 до 1996 року працювала вихователькою дитячого садка в Харкові.
З 1996 року — контролер «Харківкомунпромводу».
Потім — на пенсії в Харкові.

## Нагороди
- орден Трудової Слави III ст.
- медалі